# Barra de Santiago
La Barra de Santiago o Complejo Barra de Santiago se ubica en los departamentos de Ahuachapán y Sonsonate incluyendo cantones de los distritos de San Francisco Menéndez, Jujutla y Acajutla. Fue declarado humedal importante el 23 de julio de 2014  por el Convenio de Ramsar, por tener una extensa zona de manglar dónde habitan, se reproducen y migran diferentes especies en estado de amenaza según la Lista Roja de la UICN.
El Humedal (Sitio Ramsar) tiene una extensión aproximada de 11,519 hectáreas. Siendo una de las áreas representativas de los manglares del Pacífico Norte de Centroamérica.
El principal objetivo del acuerdo Ramsar es: "La conservación y el uso racional de los humedales mediante acciones locales, regionales y nacionales", gracias a la cooperación internacional como contribución al logro de un desarrollo sostenible en todo el mundo.
El humedal Complejo Barra de Santiago tiene una geomorfología formada por una planicie costera que se extiende desde el pie de montaña de la cordillera de Tacuba-Ataco hasta la costa; y por la zona de esteros, formada por los zanjones El Chino, El Castillo y El Rosario y por las islas El Muerto y El Cajete.
Barra de Santiago es un sistema de estuario encerrado por una formación denominada "barra arenosa" o "flecha" que se formó recientemente en la historia geológica, está conformado por dos partes principales, una interna y otra externa: la parte interna está compuesta por el manglar, tiene forma irregular y un sistema de brazos angostos de unos 18 km de longitud, mientras que la parte externa conforma el canal principal y tiene tres islas pequeñas del manglar.
Esta zona recibe influencia de agua dulce de seis riachuelos que drenan una cuenca de aproximadamente 400 m de ancho, extendiéndose desde la bocana El Zapote en el Este y al Oeste se ubica la bocana El Zaite con una longitud de 5 km.

## Biodiversidad
El sitio brinda albergue a diferente fauna y flora tanto marina como terrestre: el pez mera, pez lagarto, caballitos de mar, sapos marinos, caimanes, cocodrilos, tortuga de carey, tortuga baule, tortuga negra, punches, cangrejo azul, curil, conchas, camarones además de coral común y coral verdadero.
También sirve de hábitat de aves como el gavilán cangrejero, gavilán caracolero, golondrina marina, martín pescador collarejo, lora nuca amarilla, pericón garganta roja. Y de mamíferos como nutrias, tepezcuintle, zorrillo de nariz de cerdo y diferentes tipos de murciélagos (alado blanco, de labios verrugosos, elegante.)
La vegetación predominante son árboles de mangle de las especies: Rhizophora mangle “mangle rojo o colorado”, R. racemosa “mangle caballero”, Avicennia germinans “mangle negro ó istatén”, A. bicolor “madre sal”, Laguncularia racemosa “sincahuite” y Conocarpus erectus “botoncillo”, pero también incluye un bosque de transición salado-dulce, bosque subperennifolio, bosque de galería y palmar.
Dentro de los servicios ecosistémicos que brinda este humedal son: regulación del clima, incremento de la filtración, producción de agua, protección de suelo, protección contra eventos climáticos extremos (barrera natural) y como medio de vida local para sus habitantes (alimento, comercio turismo y materia prima como madera, cultivos, pesca.) 

## Vulnerabilidad
Según la Dirección General del Servicio Nacional de Estudios Territoriales y Servicio Oceanográfico Nacional del Ministerio de Medio Ambiente y Recursos Naturales (El Salvador) entre 1857 y 1997 han ocurrido en El Salvador 11 evento de Tsunamis.
Uno los eventos de tsunami que afectó la zona de la Barra de Santiago fue el 26 de febrero de 1902 debido a un terremoto con epicentro frente  a  las  costas  de El Salvador y Guatemala de magnitud 7.0, dejando 100 fallecidos.

## Fauna
Acá ocurren especies de gran importancia para la conservación en El Salvador y Mesoamérica, como:
- Caimán de Anteojos (Caiman crocodylus).
- Cocodrilo Americano (Crocodylus acutus).
- Lora Nuca Amarilla (Amazona auropalliata, Yellow-naped Parrot).
- Nutria (Lontra longicaudus).
- Tortugas Carey del Pacífico Oriental (Eritmochelys imbricata).[11]

### Peces[12]
Se encuentran especies como "Pez Machorra"  (Lepisosteus tropicus); especies en peligro de extinción como el pez "mero" (Epinephelus quinquefasciatus) que se encuentra en la lista roja de la UICN, al igual que la especie Aetobatus narinari.
En la zona de manglar más cercanos a las bocanas, se han encontrado "Caballito de mar"(Hippocampus ingens) el cual se encuentra dentro del Apéndice II de CITES.

## Clima
El clima se caracteriza por ser del tipo Sabana Tropical Caliente dentro de la planicie costera, varía dependiendo de la época. Puede comprender temperaturas de 23-43 grados, con una fuerte humedad en su temporada lluviosa de hasta un 48%. La precipitación promedio es de 1,500 mm. Esta es una zona de vientos poderosos que pueden comprender fuerzas de hasta 4 km/h en las horas de la tarde, justo antes de que el sol se oculte.

## Sitio Arqueológico

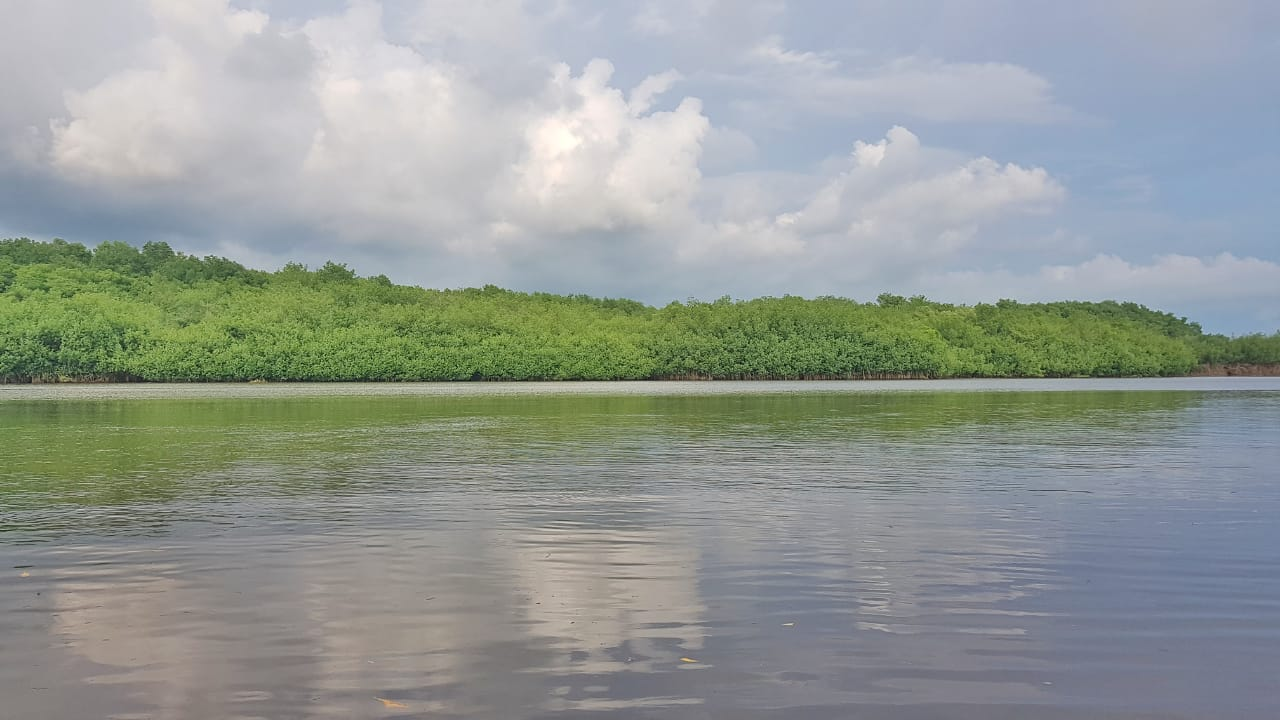
Manglar de la Barra de Santiago

La isla El Cajete forma parte de la Barra de Santiago, está conformada principalmente por manglares, en esta zona posee los restos de un centro ceremonial con aproximadamente 13 montículos y estructuras pertenecientes las Postclásico temprano.